# Heitor Villa-Lobos
Pour les articles homonymes, voir Villa (homonymie), Lobos (homonymie) et Villa-Lobos (homonymie).
Œuvres principales
- Bachianas brasileiras no 5
- Bachianas brasileiras n° 9
- Chôros no 6
- Concerto pour guitare et orchestre
- Distribuição de Flores
- Rudepoêma
- Prole do Bebê

Heitor Villa-Lobos est un compositeur brésilien né à Rio de Janeiro le 5 mars 1887 et mort dans la même ville le 17 novembre 1959.

## Biographie

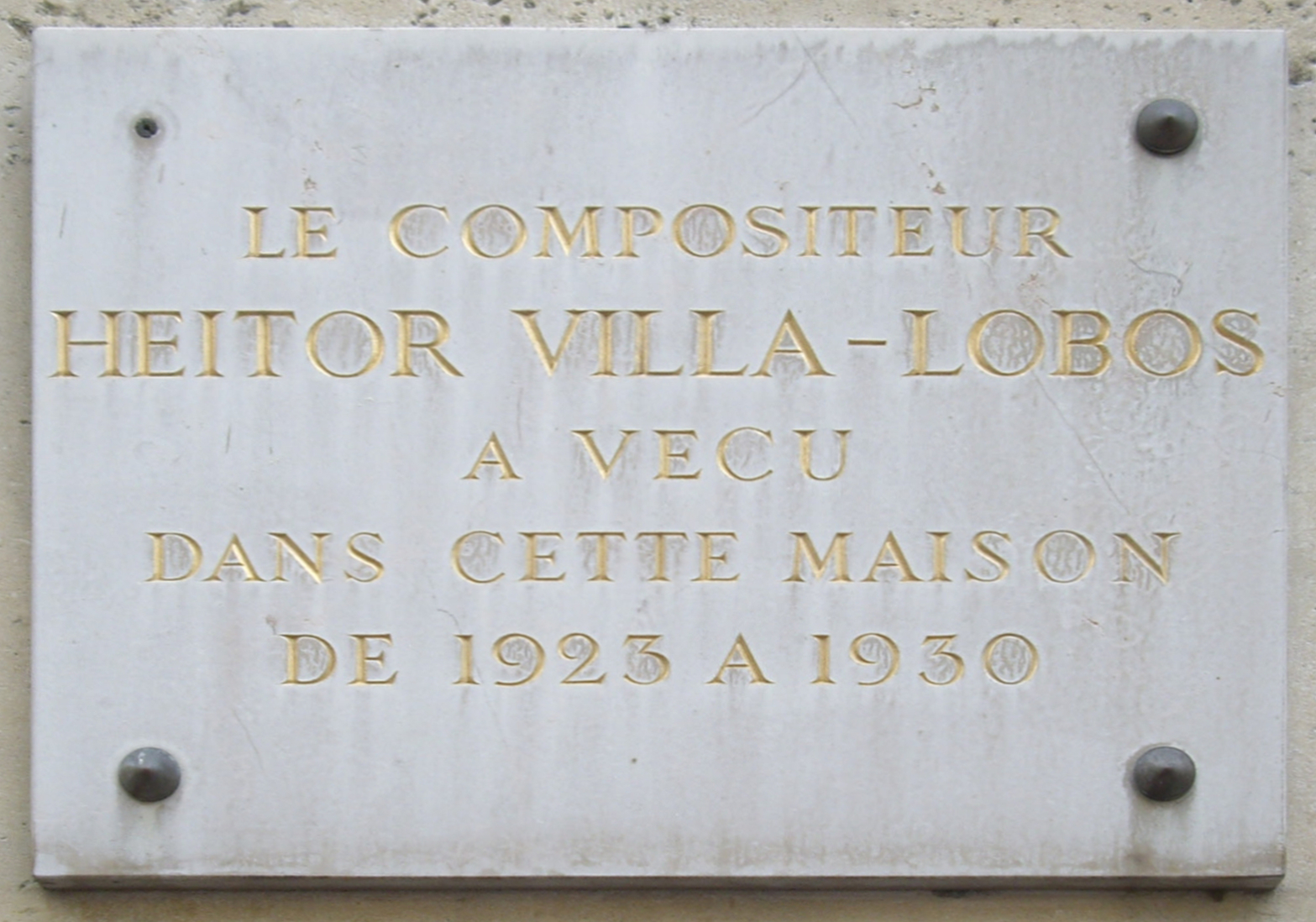
Plaque aux n°11-13 place Saint-Michel (6e arrondissement de Paris), où il vit de 1923 à 1930.

Il commence la musique avec son père, écrivain et violoncelliste amateur. À la mort de son père lorsqu'il a 12 ans (1899), il trouve accueil auprès de son grand-père, bibliothécaire, écrivain et mélomane d'une vaste culture. Villa-Lobos apprend le piano, le violoncelle, la clarinette et la guitare – son instrument de prédilection. Le jeune musicien, plutôt autodidacte, découvre sa passion auprès des musiciens de rue. À l'âge de 16 ans, en 1903, il décide de s'enfuir de chez lui et va parcourir le Brésil, plus particulièrement les régions du Nord-Est, recueillant au cours de son errance d'authentiques chants traditionnels. « Je trouvais stupide de continuer à imiter Beethoven. Pendant huit ans, j'ai voyagé dans les régions les plus reculées du Brésil […] on m'a cru mort et on a même dit des messes pour le repos de mon âme ! Mais j'ai rapporté de cette expédition d'incroyables richesses. »[réf. souhaitée] Il gagne alors sa vie en jouant dans les cafés et les restaurants. Il effectue d'autres voyages semblables par la suite, bien qu'il entretienne un voile de mystère autour de ceux-ci ; son propre témoignage concernant des aventures avec des tribus cannibales du Nord-est est sujet à caution.
Par la suite, il étudie à l'École de musique de l'université fédérale de Rio de Janeiro, bien que sa musique ne se soit jamais conformée à aucune norme académique. Comme Villa-Lobos le dit bien des années plus tard : « Ma musique est naturelle, comme une chute d'eau ».[réf. souhaitée] Et aussi : « Un pied dans l'académie et vous êtes déformé ».[réf. souhaitée]
Après un autre voyage ethno-musicologique au cœur de l'Amazonie en 1912, Villa-Lobos revient à Rio de Janeiro. C'est là, le 13 novembre 1915, qu'il capte l'attention de cette ville en donnant un concert de sa musique nouvelle. Il fait sensation. Arthur Rubinstein est conquis ; il se fait son interprète et lui amène des mécènes. En 1923, il attire suffisamment à lui les faveurs des officiels pour obtenir une bourse pour étudier à Paris. Il y découvre les richesses de l'Europe. Il réside au 13 Place Saint-Michel dans le 6e arrondissement de Paris où une plaque en perpétue le souvenir. À son retour en 1930, Villa-Lobos entame une grande carrière politique et pédagogique et il est nommé directeur de l'éducation musicale de Rio de Janeiro. Tout en continuant la composition, il prend en charge la vie musicale de son pays (organisation de l'enseignement musical dans les écoles et maternelles, préparation des concerts…). Il fonde également le conservatoire national de chant orphéonique (1942), et l'Académie brésilienne de musique (pt) (1946) dont il est le président jusqu'à sa mortet qu'il fait la détentrice de ses droits de compositeur.
En 1944, invité par Leopold Stokowski, Villa-Lobos effectue un voyage aux États-Unis (Los Angeles, Boston, New York) pour diriger ses œuvres, obtenant un succès critique et même un certain succès populaire. D'importantes œuvres sont commandées par des orchestres américains et il écrit même une musique de film pour Hollywood, pour le film Vertes Demeures (1959). Les années 1940 sont pour lui une période de triomphe international. Comme compositeur et comme chef d'orchestre, Villa-Lobos est célébré de Los Angeles à New York et Paris. En 1957, pour son soixante-dixième anniversaire, le Brésil institue l'« année Villa-Lobos ».
Il meurt, le 17 novembre 1959 à Rio de Janeiro, ville de son cœur, laissant environ 1 300 œuvres de tous styles, avec 12 symphonies, 17 quatuors à cordes, des opéras, des ballets, des suites, des poèmes symphoniques, des concertos, des œuvres vocales, des pièces pour piano, de la musique religieuse et des musiques de film.
Villa-Lobos, en plus d'être un grand compositeur se distingue aussi par ses qualités de pédagogue. Le système d'apprentissage de la musique conçu par le compositeur, basé sur la riche culture musicale brésilienne, et prenant ses racines dans un patriotisme profond et toujours explicite, a servi de modèle éducatif pour l'apprentissage de la musique au Brésil. Il a en outre composé de la musique chorale pour de grands chœurs d'enfants des écoles, souvent adaptée du folklore. Il a légué au Brésil d'aujourd'hui, même au sein des nouvelles générations élevées avec les écoles de samba ou MTV, un sentiment profond de fierté et d'amour pour lui, mêlé de semblables sentiments pour leur pays.

## Œuvres majeures

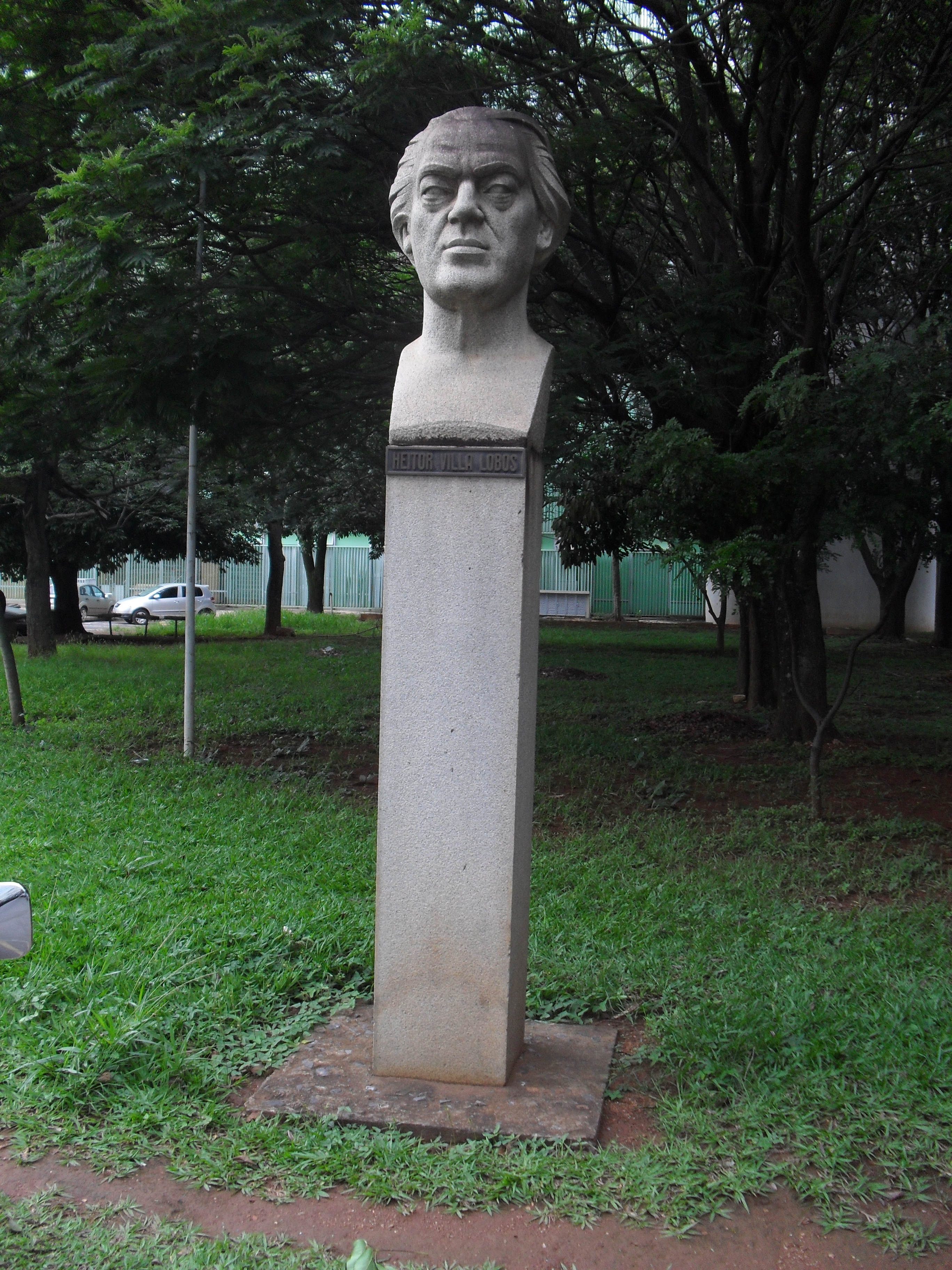
Buste d'Heitor Villa-Lobos à Brasilia.

Villa-Lobos est un compositeur extrêmement prolifique, bien qu'il ait probablement exagéré le nombre d'œuvres qu'il a écrites, de nombreux ouvrages étant des arrangements de pièces précédentes. À la fin de sa vie en particulier, Villa-Lobos a fait beaucoup de réécriture. Son catalogue approche les 1 300 numéros.
Son style est unique, et combine des influences européennes, notamment celle de Jean-Sébastien Bach, compositeur favori de Villa-Lobos, avec des sources de musique traditionnelle brésilienne.
Les œuvres ci-dessous représentent son héritage musical. À l'exception des ouvrages perdus, elles sont fréquemment jouées dans les récitals et les concerts partout dans le monde et aussi enregistrées sur CD. À l'exception également du Nonetto et des opéras. Même les symphonies sont maintenant disponibles dans un enregistrement intégral.
L'ouvrage le plus populaire de Villa-Lobos est la Bachianas brasileiras no 5, pour voix et 8 violoncelles, mais également jouée par beaucoup d'autres formations instrumentales. La musique pour guitare seule, comprenant les préludes, les études et le Choro 1 venant en deuxième dans les œuvres les plus populaires. La musique la plus importante  est contenue dans les Choros, les Bachianas brasileiras et la série de quatuors à cordes, ainsi que dans de nombreuses pièces pour piano solo — comme le Choro 5 et la Bachiana Brasileira 4, par exemple — très prisées par les pianistes et le public. Des musiciens de jazz jouent sa musique.

### Œuvres pour orchestre
Bachianas brasileiras
- no 1 pour 8 violoncelles (1932)
- no 2 pour orchestre symphonique (1930)
- no 3 pour piano et orchestre (1934)
- no 4 pour piano (1930–1940) ; orchestrée en 1942
- no 5 pour voix et 8 violoncelles (1938)
- no 6 pour flûte et basson (1938)
- no 7 pour orchestre (1942)
- no 8 pour orchestre (1944)
- no 9 pour orchestre à cordes (1944)

Chôros
- Introduction aux Choros pour guitare et orchestre (1929)
- no 1 pour guitare (1920)
- no 2 pour flûte et clarinette (1921 ou 1924)
- no 3 pour chœur d'hommes  et instruments à vent (1925)
- no 4 pour 3 cors et trombone (1926)
- no 5 pour piano  « Alma Brasileira » (1926)
- no 6 pour orchestre (1926)
- no 7 pour vents, violon et violoncelle (1924)
- no 8 pour grand orchestre et 2 pianos (1925)
- no 9 pour orchestre (1929)
- no 10 pour chœur et orchestre  « Rasga o Coração » (1925)
- no 11 pour piano et orchestre (1928) - dédié à Arthur Rubinstein
- no 12 pour orchestre (1929)
- no 13 pour 2 orchestres et band (1929) — perdu
- no 14 pour orchestre, band et choeur (1928) — perdu
- Choros bis pour violon et violoncelle (1928)

Concertos
- Suite pour piano et orchestre (1913)
- Concerto pour violoncelle no 1 (1915)
- Momoprécoce, fantaisie pour piano et orchestre (1921)
- Fantasia de Movimentos Mistos pour violon et orchestre (1921)
- Ciranda das Sete Notas pour basson et orchestre à cordes (1933)
- Concerto pour piano no 1 (1945)
- Concerto pour piano no 2 (1948)
- Concerto pour piano no 3 (1952-57)
- Concerto pour piano no 4 (1952)
- Concerto pour piano no 5 (1954)
- Fantaisie pour saxophone soprano, trois cors et cordes (1948)
- Concerto pour guitare (1951)
- Concerto pour harpe (1953)
- Concerto pour violoncelle no 2 (1953)
- Fantaisie pour violoncelle et orchestre
- Concerto pour harmonica
- Concerto grosso pour quatuor à vent et ensemble à vent (1959)
- Les Chôro no 11 et Bachiana no 3 sont aussi des pièces concertantes pour piano et orchestre

Symphonies
- no 1 « O Imprevisto » [L'Imprévu] (1916)
- no 2 « Ascenção » [L’Ascension] (1917)
- no 3 « A Guerra » [La Guerre] (1919)
- no 4 « A Vitória » [La Victoire] (1919)
- no 5 « A Paz » [La Paix] (1920) — perdue
- no 6 « Sobre a linha das montanhas do Brasil » [Les Montagnes du Brésil] (1944)
- no 7 (1945)
- no 8 (1950)
- no 9 (1951)
- no 10 « Summe pater patrium: Sinfonia ameríndia com coros  » [Plus grand père de la patrie : symphonie amérindienne avec chœurs] (1953)
- no 11 (1955)
- no 12 (1957)

Ballets
- Amazonas, ballet et poème symphonique (1917)
- Uirapuru, ballet (1917)
- Dança Frenética (1918)
- Dança dos Mosquitos (1922)
- Caixinha de Boas Festas, poème symphonique et ballet (1932)
- Dança da terra, ballet (1939)
- Mandu-Cárárá, Profane Cantata, ballet d'enfants pour chœur mixte, chœur d'enfants et orchestre (1940)
- Rudá, poème symphonique et ballet (1951)
- Gênesis, poème symphonique et ballet (1954)
- Emperor Jones, ballet (1956)

Musique de film
- O Descobrimento do Brasil (1938)
- Argila (1940)
- Green Mansions (1959) — adapté en version de concert : Forêt de l'Amazone

Autres œuvres orchestrales
- Tédio de Alvorada, poème symphonique (1916)
- Naufrágio de Kleônicos, poème symphonique (1916)
- Danças Africanas (1916)
- Sinfonietta no 1 (1916)
- Iara (1917)
- Francette et Piá (1928, orch. 1958)
- Rudepoema (1926, orch. 1932)
- O Papagaio do moleque [Le cerf-volant du gamin], passage symphonique (1932)
- Evolução dos Aeroplanos (1932)
- Suite no 1 « Saudade da Juventude » (1940)
- Madona, poème symphonique (1945)
- Sinfonietta no 2 (1947)
- Erosão [Érosion], poème symphonique (1950)
- L'Homme Tel, ouverture (1952)
- Alvorada na Floresta Tropical, ouverture (1953)
- Odisséia de uma raça, poème symphonique (1953)
- Fantasia em Três Movimentos (dans le corpus des Choros) (1958)
- Suite no 1 pour orchestre de chambre (1959)
- Suite no 2 pour orchestre de chambre (1959)

### Musique instrumentale
Musique de chambre
- Sonate-fantaisie no 1 pour violon et piano « Désespérance » (1913)
- Sonate-fantaisie no 2 pour violon et piano (1914)
- Sonate pour violon et piano no 3 (1920)
- Trio pour piano et cordes no 1 (1911)
- Trio pour piano et cordes nno 2 (1915)
- Trio pour piano et cordes no 3 (1918)
- Sextuor mystique pour flûte, hautbois, saxophone, harpe, célesta et guitare (1917)
- Quarteto Simbolico pour flûte, saxophone alto, harpe, célesta et voix de femmes (1921)
- Trio pour hautbois, clarinette et basson (1921)
- Nonette « Impressão rápida de todo o Brasil » [Une impression rapide de tout le Brésil] (1923)
- Quinteto em forma de chôros pour flûte, hautbois, clarinette, cor anglais ou cor et basson (1928)
- Quatuor pour flûte, hautbois, clarinette et basson (1928)
- Assobio a Jato [Le sifflet], pour flûte et violoncelle (1930)
- Distribuição de Flores pour flûte et guitare (1937)
- Trio pour violon, alto et violoncelle (1945)
- Divagação pour violoncelle, piano et percussion basse (ad lib.) (1946)
- Duo pour violon et alto (1946)
- Fantaisie concertante pour piano, clarinette et basson (1953)
- Duo pour hautbois et basson (1957)
- Quinteto instrumental pour flûte, violon, alto, violoncelle et harpe (1957)
- Fantaisie concertante pour 16 ou 32 violoncelles (1958)
- Choros no 2, no 3, no 4, no 7 et Bachianas no 1 et no 6 pour instruments divers en musique de chambre

Quatuors à cordes
- no 1 (1915)
- no 2 (1915)
- no 3 (1917)
- no 4 (1917)
- no 5 (1931)
- no 6 (1938)
- no 7 (1942)
- no 8 (1944)
- no 9 (1945)
- no 10 (1946)
- no 11 (1948)
- no 12 (1950)
- no 13 (1951)
- no 14 (1953)
- no 15 (1954)
- no 16 (1955)
- no 17 (1957)
- Il ne reste que des ébauches du quatuor no 18.

Œuvres pour guitare solo
- Choro no 1 (1920)
- Suite populaire brésilienne (1928)
- Douze études pour guitare (1929)
- Cinq préludes (1940)

Œuvres pour piano solo
- Ibericarabe (1914)
- Ondulando (1914)

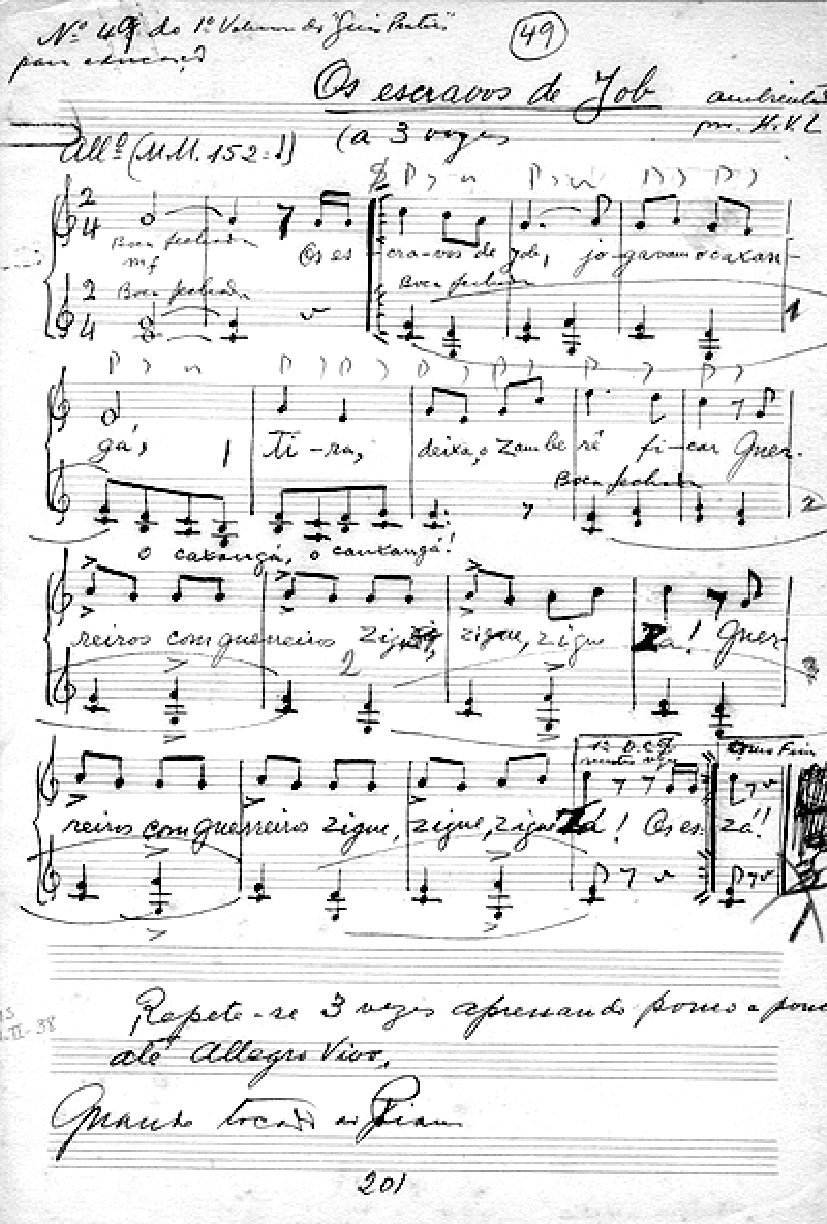
Fac-simile de la partition de Les Esclaves de Job, extraite de Guia Prático de Villa-Lobos

- Danças Características Africanas (1915)
- Suite floral (1918)
- Histórias da carochinha (1919)
- A Lenda do Caboclo (1920)
- Carnaval das crianças (1920)
- Prole do Bebê, première série (1920)
- Prole do Bebê, deuxième série (1921)
- Prole do Bebê, troisième série (1926) - PERDU
- A Fiandeira (1921)
- Rudepoêma (1921–1926)
- Sul America(1925)
- Cirandinhas (1925)
- Cirandas (1926)
- Saudades das Selvas Brasileiras (1927)
- Bachiana Brasileira no 4 (1930–1940)
- Francette et Pià (1932)
- Valsa da dor (1932)
- Guia Prático (1932–1949)
- Ciclo brasileiro (1936–1937)
  - Plantio do caboclo [La Plantation du paysan]
  - Impressões seresteiras [Les Impressions d'un musicien de sérénade]
  - Festa no sertão [La Fête dans le désert]
  - Dança do Indio Branco [La Danse de l'Indien blanc]
- As Três Marias (1939)
- New York Sky-Line Melody (1939)
- Poema Singelo (1942)
- Homenagem a Chopin (1949)

### Musique vocale
Mélodies
- Les Mères (Victor Hugo), opus 45 (1914)
- L'Oiseau blessé d'une flèche (La Fontaine), opus 10 (1913)
- Fleur fanée (Gallay), opus 10 (1913)

Opéras
- Izaht (1914)
- Magdalena, comédie musicale (ou « opéra folklorique », 1948)
- Yerma (1955)
- La Fille des nuages (1957)

## Filmographie
- 1937 : O Descobrimento do Brasil
- 1940 : Argila
- 1959 Green Mansions

Usages posthumes
- 1965 : Menino de Engenho
- 1966 : A Grande Cidade
- 1967 : Terre en transe (Terra em Transe)
- 1969 : Les Héritiers (Os Herdeiros)
- 1972 : João en het mes
- 1977 : Tentativa I
- 1977 : Alzire oder der neue Kontinent
- 1980 : L'Âge de la Terre (A Idade da Terra)
- 1996 : Memory of the Unknown
- 2000 : Villa-Lobos - Uma Vida de Paixão
- 2001 : Onde a Terra Acaba
- 2002 : Rocha que Voa
- 2002 : Poeta de Sete Faces
- 2007 : Heitor Villa-Lobos, l'âme de Rio, documentaire d'Éric Darmon, France, 50 min

## Hommages
Sont nommés en son honneur :
- Villa-Lobos, un cratère de la planète Mercure[7].
- (7244) Villa-Lobos, un astéroïde[8].